# Bruno Ghedina
Bruno Ghedina (* 21. Februar 1943 in Cortina d’Ampezzo; † 10. Januar 2021 in Belluno) war ein italienischer Eishockeyspieler.

## Karriere
Bruno Ghedina spielte von 1960 bis 1975 für die SG Cortina in der Serie A. In dieser Zeit gewann er mit dem Verein acht Mal die italienische Eishockeymeisterschaft.
Mit der italienischen Nationalmannschaft nahm er an den Olympischen Winterspielen 1964 in Innsbruck teil, bei denen das Team den 15. Platz belegte. Des Weiteren nahm er an der Eishockey-Weltmeisterschaft 1967 (B-Gruppe) und 1972 (C-Gruppe) mit der Nationalmannschaft teil.
Am 10. Januar 2021, während der COVID-19-Pandemie in Italien, starb Bruno Ghedina im Alter von 77 Jahren nur ein paar Stunden nach seiner Ehefrau an den Folgen einer SARS-CoV-2-Infektion.